# 哨音红翅䳍
，是䳍形目䳍科的一种鸟类。

## 特征
哨音红翅䳍体重约843.47克，翼长约212毫米，嘴峰长约46.3毫米，喙宽度约9毫米，喙厚度约9毫米，跗蹠长约55.9毫米，尾长约77.2毫米。哨音红翅䳍在其分布区内为留鸟，其栖息在开放的灌木丛中。食性为草食性。

## 分布
玻利维亚西北部的安第斯山脉到阿根廷西北部。